# FCWフロリダヘビー級王座
FCWフロリダヘビー級王座（英語: FCW Florida Heavyweight Championship）は、アメリカ合衆国のプロレス団体であるFCWにおける王座の一つである。

## 歴代王者
|        | レスラー                 | 獲得回数 | 獲得日付       | 獲得した場所                     | 備考                                             |
| ------ | ------------------------ | -------- | -------------- | -------------------------------- | ------------------------------------------------ |
| 初代   | ジェイク・ヘイガー       | 1        | 2008年2月15日  | フロリダ州・タンパ               | FCW南部ヘビー級王座と統一。                      |
| 第2代  | シェイマス・オショネシー | 1        | 2008年9月18日  | フロリダ州・タンパ               |                                                  |
| 第3代  | エリック・エスコバー     | 1        | 2008年12月11日 | フロリダ州・タンパ               |                                                  |
| 第4代  | ジョー・ヘニング         | 1        | 2009年2月26日  | フロリダ州・タンパ               |                                                  |
| 第5代  | ドリュー・マッキンタイア | 1        | 2009年3月19日  | フロリダ州・タンパ               |                                                  |
| 第6代  | タイラー・レックス       | 1        | 2009年6月11日  | フロリダ州・タンパ               |                                                  |
| 第7代  | ヒース・スレイター       | 1        | 2009年8月13日  | フロリダ州・タンパ               |                                                  |
| 第8代  | ジャスティン・エンジェル | 1        | 2009年9月24日  | フロリダ州・タンパ               |                                                  |
| 第9代  | アレックス・ライリー     | 1        | 2010年3月18日  | フロリダ州・タンパ               |                                                  |
| 第10代 | メイソン・ライアン       | 1        | 2010年7月22日  | フロリダ州・タンパ               |                                                  |
| 第11代 | ボー・ロトンド           | 1        | 2011年2月3日   | フロリダ州・タンパ               |                                                  |
| 第12代 | ラッキー・キャノン       | 1        | 2011年2月3日   | フロリダ州・タンパ               |                                                  |
| 第13代 | ボー・ロトンド           | 2        | 2011年5月19日  | フロリダ州・タンパ               |                                                  |
|        | 空位                     |          | 2011年9月1日   | フロリダ州・タンパ               | 王者ボー・ロトンドの負傷欠場により王座が空位に。 |
| 第14代 | レオ・クルーガー         | 1        | 2011年9月1日   | フロリダ州・タンパ               |                                                  |
| 第15代 | マイク・ダルトン         | 1        | 2012年2月2日   | フロリダ州・タンパ               |                                                  |
| 第16代 | レオ・クルーガー         | 2        | 2012年2月23日  | フロリダ州・タンパ               |                                                  |
| 第17代 | セス・ロリンズ           | 1        | 2012年2月23日  | フロリダ州・タンパ               |                                                  |
| 第18代 | リック・ビクター         | 1        | 2012年6月16日  | フロリダ州・クリスタルリバー     |                                                  |
| 第19代 | ボー・ダラス             | 3        | 2012年6月16日  | フロリダ州・クリスタルリバー     |                                                  |
| 第20代 | リック・ビクター         | 2        | 2012年7月13日  | フロリダ州・パンタゴーダ         |                                                  |
| 第21代 | リッチー・スティムボート | 1        | 2012年7月20日  | フロリダ州・セントオーガスティン |                                                  |
|        | 封印                     |          | 2012年8月14日  | フロリダ州・タンパ               | FCWがNXTレスリングに統合されたため               |